# Babel-Bibel-Streit
Der Babel-Bibel-Streit – in der Literatur auch Bibel-Babel-Streit – ist ein altorientalistisch-theologischer Diskurs des frühen 20. Jahrhunderts. Obwohl er praktisch gleichzeitig mit dem Streit um den sogenannten Panbabylonismus stattfand und oft damit gleichgesetzt wird, sind beide Streitereignisse sowohl sachlich als auch personell strikt voneinander zu unterscheiden.

## Verlauf
Der Anlass für den Babel-Bibel-Streit war ein öffentlicher Vortrag des deutschen Assyriologen Friedrich Delitzsch, den er am 13. Januar 1902 in Gegenwart von Kaiser Wilhelm II. vor der Deutschen Orient-Gesellschaft in der Sing-Akademie zu Berlin hielt. In diesem Vortrag vertrat er die These, die jüdische Religion und das Alte Testament gingen auf babylonische Wurzeln zurück. Babel habe als Erklärer und Illustrator der Bibel zu gelten. In Reaktion auf scharfe, auch vor persönlichen Diffamierungen nicht zurückschreckende Polemiken von konservativer jüdischer wie christlicher Seite betonte er ein Jahr später in einem zweiten Vortrag die kulturelle, sittliche und schließlich sogar religiöse Überlegenheit der babylonisch-assyrischen Kultur über die alttestamentlich-israelitische und begann gegen einen traditionellen kirchlichen Offenbarungsbegriff zu polemisieren.
Die insgesamt drei Vorträge über „Babel und Bibel“ riefen eine breite öffentliche Diskussion und eine Flut von Schriften hervor, die teils eine Verständigung suchten, überwiegend aber Delitzsch aus einer konservativ-christlichen und jüdischen Position heraus scharf widersprachen. Dabei ging es sowohl um seine wissenschaftliche Deutung als auch um den vor allem auf konservativer protestantischer Seite erhobenen Anspruch einer Offenbarungsfunktion biblischer Texte im Sinne einer Verbalinspiration. Als sein produktivster Hauptgegner dürfte der Bonner Alttestamentler Eduard König gelten.
Hugo Winckler prägte dann den Begriff Panbabylonismus, um den von ihm postulierten weitreichenden Einfluss des assyrischen Denkens auf den israelischen Gottesgedanken zu beschreiben, den er als Echo des Astralkultes ansah. Ihm folgten Peter Jensen und Alfred Jeremias, die einen Großteil der Erzählungen des Alten Testaments aus dem Gilgamesch-Epos herleiteten.
Mit dem Ersten Weltkrieg, dem Niedergang der Religionsgeschichtlichen Schule und dem Aufkommen der Dialektischen Theologie verlor die Diskussion an Bedeutung. Argumente aus dem Babel-Bibel-Streit erhielten jedoch in den Auseinandersetzungen um das Alte Testament während des Kirchenkampfs neue Bedeutung: Delitzsch selbst sprach sich in seinen letzten Lebensjahren für die Ausscheidung des Alten Testaments aus dem kirchlichen Gebrauch aus und nahm damit Forderungen der Deutschen Christen vorweg. Einige Ideen bevölkern bis heute die populärwissenschaftliche Diskussion.
Eine Nebenfolge des Streites war die Popularisierung der deutschen Ausgrabungsergebnisse in Vorderasien wie etwa des Ischtar-Tores. Eine Nebendebatte war die um Kaiser Wilhelm II. sich formierende antisemitische Gruppe, der der Gedanke einer rassischen Deutung der Forschungsergebnisse wichtig war. Kaiser Wilhelm II. behandelt die Problematik des Streits ausführlich in seinem Buch Ereignisse und Gestalten.
Das Vorderasiatische Museum in Berlin erinnerte 2019 mit einer Ausstellung an den Babel-Bibel-Streit.